# 美国的印第安人寄宿学校

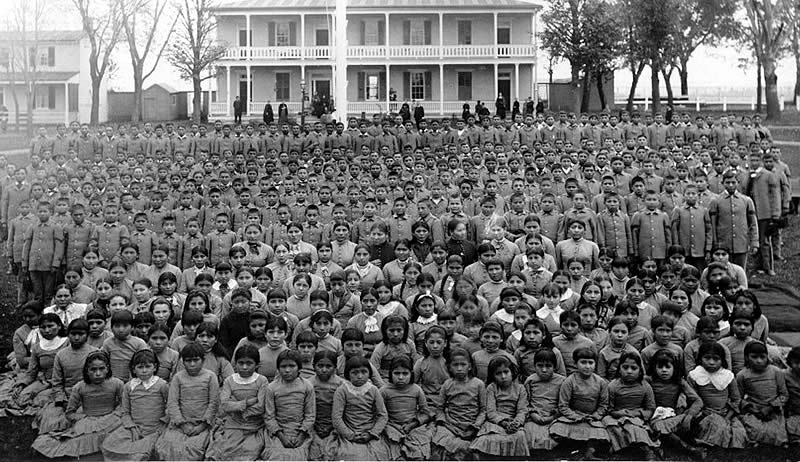
图为宾夕法尼亚州卡莱尔印第安人工业学校的学生，摄于1900年。

美国印第安人寄宿学校存在于17世纪中期至20世纪，目标为使美洲原住民儿童“开化”，即融入欧洲文化。学校采用西式教育，强迫原住民儿童放弃原有的语言和信仰。
印第安人寄宿学校最初由不同教派的基督教传教士建立，美国联邦政府亦经常授权传教士在印第安人保留地开设寄宿学校。
19世纪末至20世纪初，美国政府正式要求为保留地儿童提供基础教育。
寄宿学校会使原住民儿童「沉浸」在西方文化中，并采取各种手段抹去他们身上的「土著印记」，将他们「基督教化」，包括剪去长发、发放美式校服、禁止说土著语言、强制使用英语名字等等。
寄宿学校的管理通常极为苛刻。学校的环境卫生也饱受诟病，时有学生因传染病死去。20世纪后期的一项调查显示，许多寄宿学校对学生施加了性虐待、强迫劳动、身体虐待和精神虐待。
20世纪后期以降，原住民部落通过各种方式使联邦通过立法，赋予他们自主使用联邦教育经费、决定如何教育孩子的权利，原住民部落还在保留地内建立了多所大学和部落学院。
到2007年，大多数印第安人寄宿学校已经关闭，寄宿学校内的原住民儿童下降到9500名。
仍有数百名已故的原住民儿童尚未找到，在全美国范围内，相关事件的调查已经大规模开展。